# Jimbo Jones
Corky James "Jimbo" Jones er en bifigur i tv-serien The Simpsons. Jimbo er en skoleelev. Han er som regel iklædt en hue samt en t-shirt med et dødningehoved på og optræder ofte sammen med Nelson som nogle af skolens bøller. Der er dog også situationer, hvor det skinner igennem, at Jimbo faktisk har en god kristen baggrund. Jimbos forældre er lidt svære at placere, da der i forskellige afsnit er indikationer på flere sociale stader.
Pamela Hayden lægger stemme til Jimbo.